# 利克-阿泰雷
利克-阿泰雷（法語：Licq-Athérey，法語發音：[lik ateʁɛj]）是法国大西洋比利牛斯省的一个市镇，属于奥洛龙-圣玛丽区。该市镇于1843年由原市镇利克（Licq）和阿泰雷（Athérey）合并而成。

## 地理
利克-阿泰雷（43°4'1"N, 0°52'36"W）面积17.87 平方千米，位于法国新阿基坦大区大西洋比利牛斯省，该省份为法国东南部省份，涵盖了贝阿恩与北巴斯克，西临大西洋比斯開灣，北至朗德省，东北接热尔省，东临上比利牛斯省，南与西班牙接壤。
与利克-阿泰雷接壤的市镇（或旧市镇、城区）包括：埃切巴尔、奥镇、拉甘日-雷斯图、拉罗、利尚斯-叙纳尔、圣昂格拉斯。
利克-阿泰雷的时区为UTC+01:00、UTC+02:00（夏令时）。

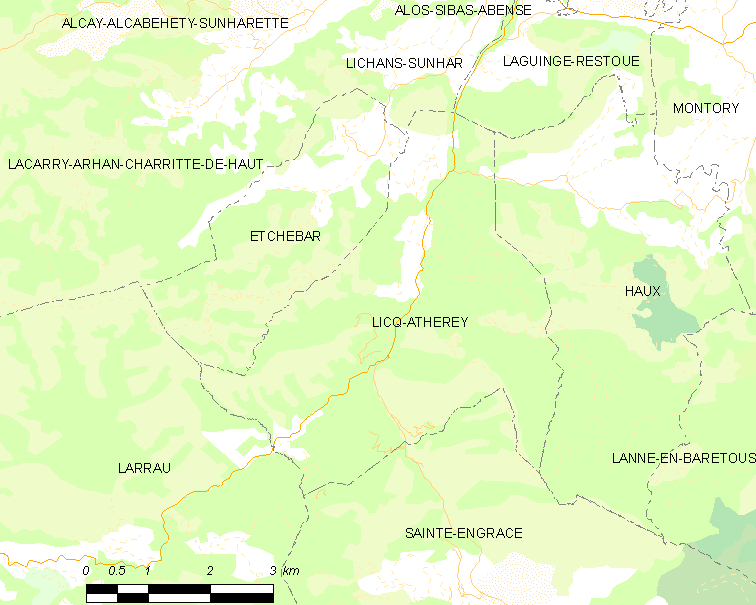
利克-阿泰雷的OSM定位图

## 行政
利克-阿泰雷的邮政编码为64560，INSEE市镇编码为64342。

## 政治
利克-阿泰雷所属的省级选区为巴斯克山地县。

## 人口

1962-2008年间利克-阿泰雷人口变化图示

利克-阿泰雷于2022年1月1日时的人口数量为192人。